# Ausonium
Ausonium（元素符號為Ao）是原子序數為93的元素，也是歷史上一度以為是化學元素的物質之一，今天將原子序為93的元素稱為Neptunium，中文譯作錼。Ausonium一名來自意大利的希臘語名稱Ausonia。相同的團隊也將第94號元素命名為hesperium，其名稱來自Hesperia，是意大利在詩中的名稱。後來發現Ausonium是鋇、氪等元素的混合物。
該元素由恩里科·費米（Enrico Fermi）於1934年在羅馬大學的科學家團隊發現的，但遭到質疑。後來，於1938年發現了核裂變，它證實了費米的發現鋇、氪等元素的混合物。幾年後於1940年發現實際的93號元素，並命名為錼。